# 293年
| 千纪： | 1千纪                                                                                           |
| 世纪： | 2世纪 \| 3世纪 \| 4世纪                                                                         |
| 年代： | 260年代 \| 270年代 \| 280年代 \| 290年代 \| 300年代 \| 310年代 \| 320年代                       |
| 年份： | 288年 \| 289年 \| 290年 \| 291年 \| 292年 \| 293年 \| 294年 \| 295年 \| 296年 \| 297年 \| 298年 |
| 纪年： | 癸丑年（牛年）；西晋元康三年                                                                    |

## 大事记
- 六月，西晋弘农郡雨雹，深三尺。
- 鲜卑宇文莫槐为他的部下所杀，弟宇文普拨即位。
- 拓跋绰卒，他的弟弟的儿子拓跋弗即位。
- 戴克里先推行四帝共治制：羅馬東部奧古斯都戴克里先任命部將伽列里烏斯為羅馬東部凱撒，羅馬西部奧古斯都馬克西米安則任命地方首長君士坦提烏斯一世為羅馬西部凱撒。

## 各国领袖

### 亞洲
- 中國 - 西晋皇帝：晋惠帝司马衷（290年－306年）
- 拓跋部 - 
  1. 拓跋绰（286年－293年）
  2. 拓跋弗（293年－294年）
- 铁弗 - 誥升爰（272年－309年）
- 南匈奴 - 劉淵，左部帅（279年－304年）
- 慕容鲜卑 - 慕容廆（285年－333年）
- 朝鲜半岛（朝鲜三国时代）
  - 百济 - 責稽王，百济王（286年－298年）
  - 伽耶 - 居叱弥王，伽耶君主（291年－346年）
  - 高句丽 - 烽上王，高句丽王（292年－300年）
  - 新罗 - 儒禮尼師今，新罗王（284年－298年）
- 日本- 誉田别尊，倭国国王（270年－310年）
- 亚美尼亚- 梯里达底三世，亚美尼亚王（287年－330年）
- 古卡特利王国（格鲁吉亚库思老王朝） - 米利安三世，伊比利亚国王（284年－361年）
- 巴克特里亞与健馱邏國- Hormizd一世（265年－295年）
- 印度笈多王朝 - 瓶首王（英语：Ghatotkacha (king)），笈多国王（280年－319年）
- 西薩特拉普王朝- Bhratadaman（278年－295年）

### 中东
- 东罗马帝国（四帝共治制） - 
  - 戴克里先，东方奥古斯都（284年－305年）
  - 伽列里乌斯，东方凯撒/执政官（293年－311年）
- 波斯萨珊王朝 - 
  1. 巴赫拉姆二世，波斯沙汗沙（276年－293年）
  2. 巴赫拉姆三世，波斯沙汗沙（293年）
  3. 纳塞赫，波斯沙汗沙（293年－302年）

### 欧洲
- 西罗马帝国（四帝共治制） - 
  - 馬克西米安，西方奥古斯都（286年－305年）
  - 君士坦提烏斯一世，西方凯撒/执政官（293年－306年）
- 爱尔兰 - Fiacha Sraibhtine，爱尔兰高王（285年－322年）

### 非洲
- 库施王朝 - Yesebokheamani（283年－300年）
- 阿克苏姆王国王朝 - Endubis（c.270－c.300年）

## 出生
- 庾懌，字叔預，穎川鄢陵（今河南鄢陵）人。東晉官員，征西將軍庾亮的二弟，歷任梁州刺史及豫州刺史。後以毒酒毒殺琅琊王氏的王允之，事敗被王允之密奏晉成帝，庾懌及後自殺。

## 逝世
- 華嶠
- 孫楚 (西晉)
- 裴祗
- 高咄固
- 拓跋綽
- 宇文莫槐
- 卡劳修斯
- 巴赫拉姆二世